# Centaurea maroccana
Centaurea maroccana es una especie de planta perenne perteneciente a la familia  de las asteráceas. 

## Descripción
Es una planta anual, que alcanza un tamaño de hasta de 40 cm de altura. Tiene los tallos erectos, ramificados desde la base. Hojas basales rosuladas, pinnatipartidas o pinnatisectas; las caulinares, lineares, sésiles, largamente decurrentes. Las inflorescencias en capítulos solitarios, terminales y basales. Involucro con varias filas de brácteas. Flores flosculosas, amarillas, las externas neutras y las internas, hermafroditas. El fruto es un aquenio; con doble vilano. Florece desde abril a mayo.

## Distribución y hábitat
Es una planta arvense y viaria, se halla en lugares áridos. Se distribuye por el Norte de África y SE de la península ibérica (Murcia y Almería).

## Taxonomía
Centaurea maroccana fue descrita por John Ball y publicado en J. Bot. 11: 370. 1873
Etimología
Centaurea: nombre genérico que procede del griego kentauros, hombres-caballos que conocían las propiedades de las plantas medicinales.
maroccana: epíteto geográfico que se refiere a su lugar de origen en Marruecos.
Sinonimia
- Calcitrapa maroccana (Ball) Holub
- Centaurea pterodonta Pomel[3]